# Weltklasse Zürich 2011
Weltklasse Zürich 2011 – mityng lekkoatletyczny, który odbył się 8 września w Zurychu (dzień wcześniej, na dworcu kolejowym, odbyły się konkursy pchnięcia kulą). Zawody były przedostatnią odsłoną prestiżowej Diamentowej Ligi.
W rywalizacji sztafet trzecią lokatę zajęli Szwajcarzy w składzie: Pascal Mancini, Reto Schenkel, Alex Wilson i Marc Schneeberger (38,62 – rekord kraju), ich wynik został jednak anulowany z powodu dopingu Manciniego. Z powodu dopingu anulowano także rezultat trzeciego w konkursie dyskoboli Węgra Zoltána Kővágó (65,58).

## Rezultaty

### Mężczyźni
| Konkurencja:                  | 1. miejsce                                                              | Rezultat | 2. miejsce                                                                                 | Rezultat | 3. miejsce                                                                       | Rezultat |
| Bieg na 100 m                 | Yohan Blake                                                             | 9,82     | Asafa Powell                                                                               | 9,95     | Walter Dix                                                                       | 10,04    |
| Bieg na 400 m                 | Kirani James                                                            | 44,36    | LaShawn Merritt                                                                            | 44,67    | Jermaine Gonzales                                                                | 45,39    |
| Bieg na 1500 m                | Nixon Kiplimo Chepseba                                                  | 3:32,74  | Silas Kiplagat                                                                             | 3:33,56  | Haron Keitany                                                                    | 3:34,37  |
| Bieg na 3000 m z przeszkodami | Ezekiel Kemboi                                                          | 8:07,72  | Paul Kipsiele Koech                                                                        | 8:07,89  | Benjamin Kiplagat                                                                | 8:12,08  |
| Bieg na 110 m przez płotki    | Dayron Robles                                                           | 13,01    | Jason Richardson                                                                           | 13,10    | David Oliver                                                                     | 13,26    |
| Skok wzwyż                    | Dimitrios Chondrokukis                                                  | 2,32     | Trevor Barry                                                                               | 2,30     | Iwan Uchow                                                                       | 2,28     |
| Skok w dal                    | Ngonidzashe Makusha                                                     | 8,00     | Aleksandr Mieńkow                                                                          | 7,94     | Marcos Chuva                                                                     | 7,88     |
| Pchnięcie kulą                | Dylan Armstrong                                                         | 21,63    | Ryan Whiting                                                                               | 21,52    | Reese Hoffa                                                                      | 21,39    |
| Rzut dyskiem                  | Robert Harting                                                          | 67,02    | Virgilijus Alekna                                                                          | 66,69    | Gerd Kanter                                                                      | 65,52    |
| Sztafeta 4 × 100 m            | Jamajka · Lerone Clarke · Nesta Carter · Ainsley Waugh · Michael Frater | 38,31    | Wielka Brytania · James Ellington · Craig Pickering · Marlon Devonish · Mark Lewis-Francis | 38,35    | Stany Zjednoczone · Aries Merritt · Travis Padgett · Ivory Williams · Joel Brown | 38,72    |

### Kobiety
| Konkurencja:               | 1. miejsce                | Rezultat | 2. miejsce                  | Rezultat | 3. miejsce                      | Rezultat |
| Bieg na 200 m              | Carmelita Jeter           | 22,27    | Allyson Felix               | 22,40    | Shelly-Ann Fraser-Pryce         | 22,59    |
| Bieg na 800 m              | Marija Sawinowa           | 1:58,27  | Alysia Johnson Montano      | 1:58,41  | Jennifer Meadows                | 1:58,92  |
| Bieg na 5000 m             | Vivian Jepkemoi Cheruiyot | 14:30,10 | Sally Kipyego               | 14:30,42 | Linet Chepkwemoi Masai          | 14:35,11 |
| Bieg na 100 m przez płotki | Sally Pearson             | 12,52    | Dawn Harper                 | 12,81    | Phylicia George                 | 12,84    |
| Bieg na 400 m przez płotki | Kaliese Spencer           | 53,36    | Melaine Walker              | 53,43    | Lashinda Demus                  | 54,04    |
| Skok o tyczce              | Jennifer Suhr             | 4,72     | Silke Spiegelburg           | 4,72     | Jelena Isinbajewa Fabiana Murer | 4,62     |
| Skok w dal                 | Brittney Reese            | 6,72     | Nastassia Mironczyk-Iwanowa | 6,67     | Ineta Radēviča                  | 6,61     |
| Pchnięcie kulą             | Valerie Vili              | 20,51    | Nadzieja Astapczuk          | 20,48    | Jillian Camarena-Williams       | 19,64    |
| Rzut oszczepem             | Christina Obergföll       | 69,57    | Sunette Viljoen             | 67,46    | Marija Abakumowa                | 64,48    |

## Rekordy
Podczas mityngu ustanowiono 2 krajowe rekordy w kategorii seniorów:
| Zawodnik     | Reprezentacja | Konkurencja        | Rezultat |
| ------------ | ------------- | ------------------ | -------- |
| Kirani James | Grenada       | bieg na 400 metrów | 44,36    |

Wynik Tomasza Majewskiego w pchnięciu kulą (21,38 m) został ratyfikowany jako halowy rekord Polski.